# Orlen Lietuva
Orlen Lietuva (früher Mažeikių Nafta) ist eine litauische Erdölgesellschaft bei Mažeikiai im Nordwesten des Landes. Etwa 1300 Mitarbeiter werden beschäftigt. 2015 erzielte es den Umsatz von 4,14 Mrd. US-Dollar.

## Geschichte
Orlen Lietuva besitzt die einzige Raffinerie in den baltischen Ländern. Diese wurde noch zu Zeiten der Sowjetunion gebaut und nahm 1980 ihre Produktion auf. Sie produziert unter anderem Kraftstoffe unter der Marke Ventus, Heizöl und Bitumen. Ihre Jahreskapazität beträgt 12 Millionen Tonnen Rohölverarbeitung.
Im Jahr 2000 startete man ein Programm zur Anpassung an die EU-Kraftstoffnormen. 2000 gab es 3434 Mitarbeiter. Im Jahr 2005 hat Mažeikių Nafta 9 Millionen Tonnen Erdöl verarbeitet. 44 Prozent der Produktion gehen nach Westeuropa, 21 Prozent in die USA.
Die Aktiengesellschaft Mažeikių nafta wurde am 28. März 1995 durch Umformung der bisher staatlichen Nafta gebildet. 90 Prozent der emittierten Aktien wurden dem Staatsschatz und der Rest den Mitarbeitern übertragen.
Im Zuge des staatlichen Privatisierungsprogrammes erfolgte 1998 ein Zusammenschluss von Mažeikių nafta mit dem Betreiber des Terminals Butingė Būtingės nafta sowie dem Betreiber der litauischen Erdölleitungen Naftotiekis. Im Oktober 1999 hat Williams International 33 Prozent der Anteile an Mažeikių nafta vom Staat übernommen.
Im Mai 2023 schloss Orlen Lietuva nach 2021 einen zweiten EPC-Vertrag mit Petrofac Ltd. als Generalunternehmer über die Modernisierung des Anlagenparks. Im Februar 2021 war bereits ein Vertrag mit DuPont de Nemours, Division Clean Technologies, über Lizenzen für neuartige Produktionsverfahren geschlossen worden. Die betreffenden Anlagen sollen 2024 bzw. 2025 in Betrieb gehen.

## Verkauf
Im Juli 2002 schloss die Regierung einen Vertrag mit Williams International und Jukos, wodurch Jukos in den Besitz von 26,85 Prozent der Anteile an Mažeikių Nafta kam. Im September 2002 hat Jukos durch seine Tochter Yukos Finance B.V. von Williams International weitere 26,85 Prozent der Anteile und die dazugehörigen Stimmrechte erworben.
Am 25. Mai 2006 hat ein Gericht in New York für Jukos die Verfügungsblockade über die Aktien von Mažeikių Nafta aufgehoben, was den Weg für einen Verkauf frei macht. Um 53,7 Prozent der Anteile, die Jukos hält, haben sich die Ölkonzerne PKN Orlen (Polen), KazMunayGas (Kasachstan), Lukoil und TNK-BP (beide russisch) beworben. PKN Orlen hat am 9. Juni 2006 mit der litauischen Regierung den Kauf ihrer 30,66 % an Mažeikių Nafta für 852 Millionen Dollar vereinbart. Ende Mai 2006 schloss PKN Orlen ebenfalls einen Kaufvertrag mit Jukos.
Am 15. Dezember 2006 haben die Regierungen Polens und Litauens den Verkauf endgültig besiegelt. Für 53,7 % der Mažeikių-Anteile wird PKN Orlen an Jukos 1,49 Milliarden US-Dollar zahlen. Es ist die größte Investition in den Raffinerie-Sektor in Mittelosteuropa in den letzten Jahren. Zwei Vertreter von PKN Orlen wurden in den Aufsichtsrat von Mažeikių Nafta aufgenommen: PKN-Orlen-Vorstandschef Igor Chałupec und Piotr Kownacki. Chałupec wurde zum Vorstandsvorsitzenden von Mažeikių Nafta bestimmt.
Seit 31. Juli 2009 ist Krystian Pater in der Nachfolge von Marek Mroczkowski Vorstandsvorsitzender/Generaldirektor von Mažeikių Nafta.
Am 1. September 2009 wurde das Unternehmen zu Orlen Lietuva umbenannt.

### Wirtschaftliche Kennzahlen
Seit dem Erwerb im Jahre 2006 wurden in die Raffinerie 3,5 Mrd. US-Dollar investiert (Stand: Dezember 2015). Wegen verzeichneter Verluste hat Orlen Lietuva in der Vergangenheit mehrfach einen Verkauf in Betracht gezogen. Im November 2015 entschied sich der damalige Minister für wirtschaftliche Entwicklung Mateusz Morawiecki bei einem Besuch in Vilnius dagegen.

Quelle:

## Bilder

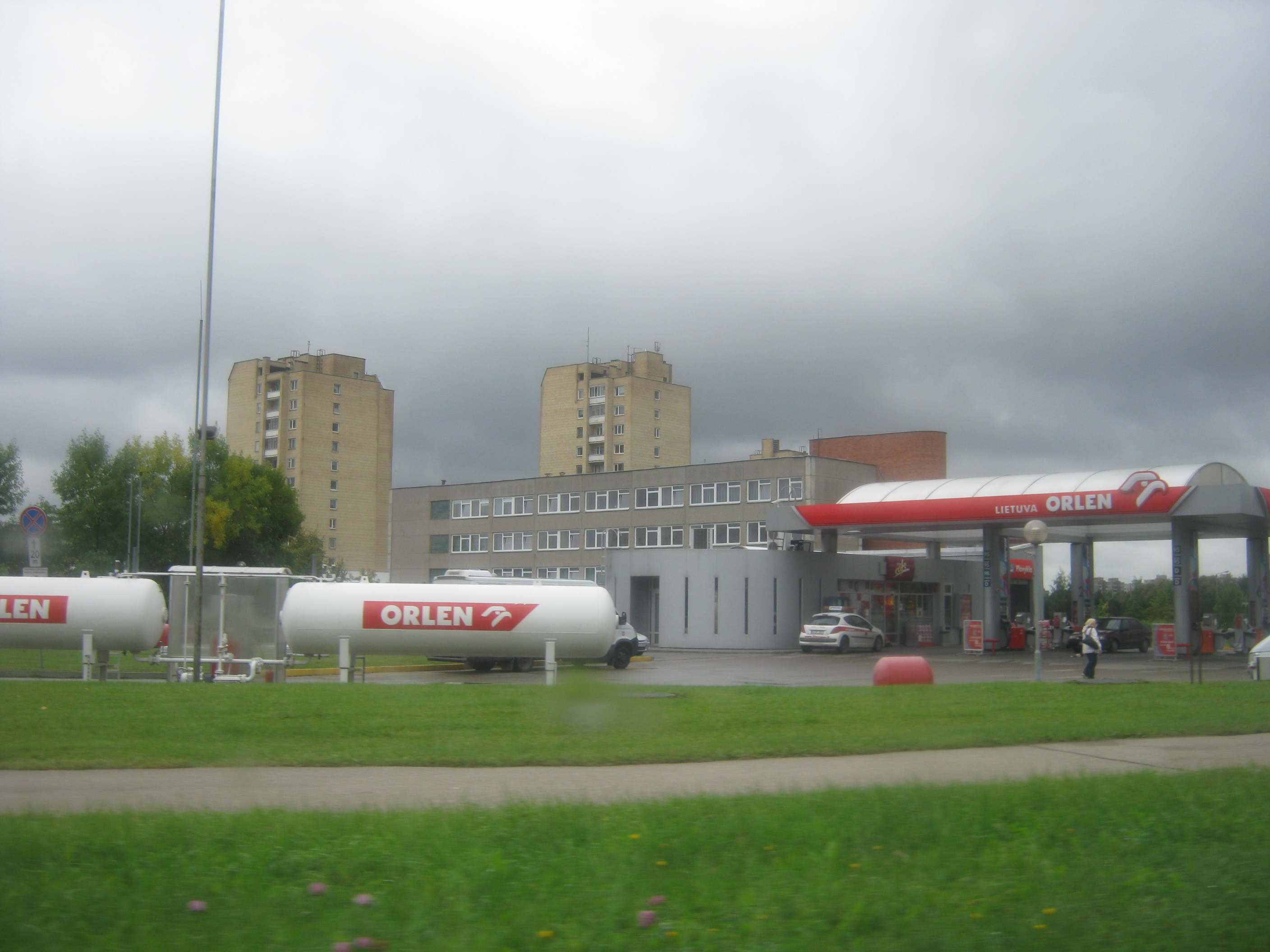
Litauische Orlen Tankstelle
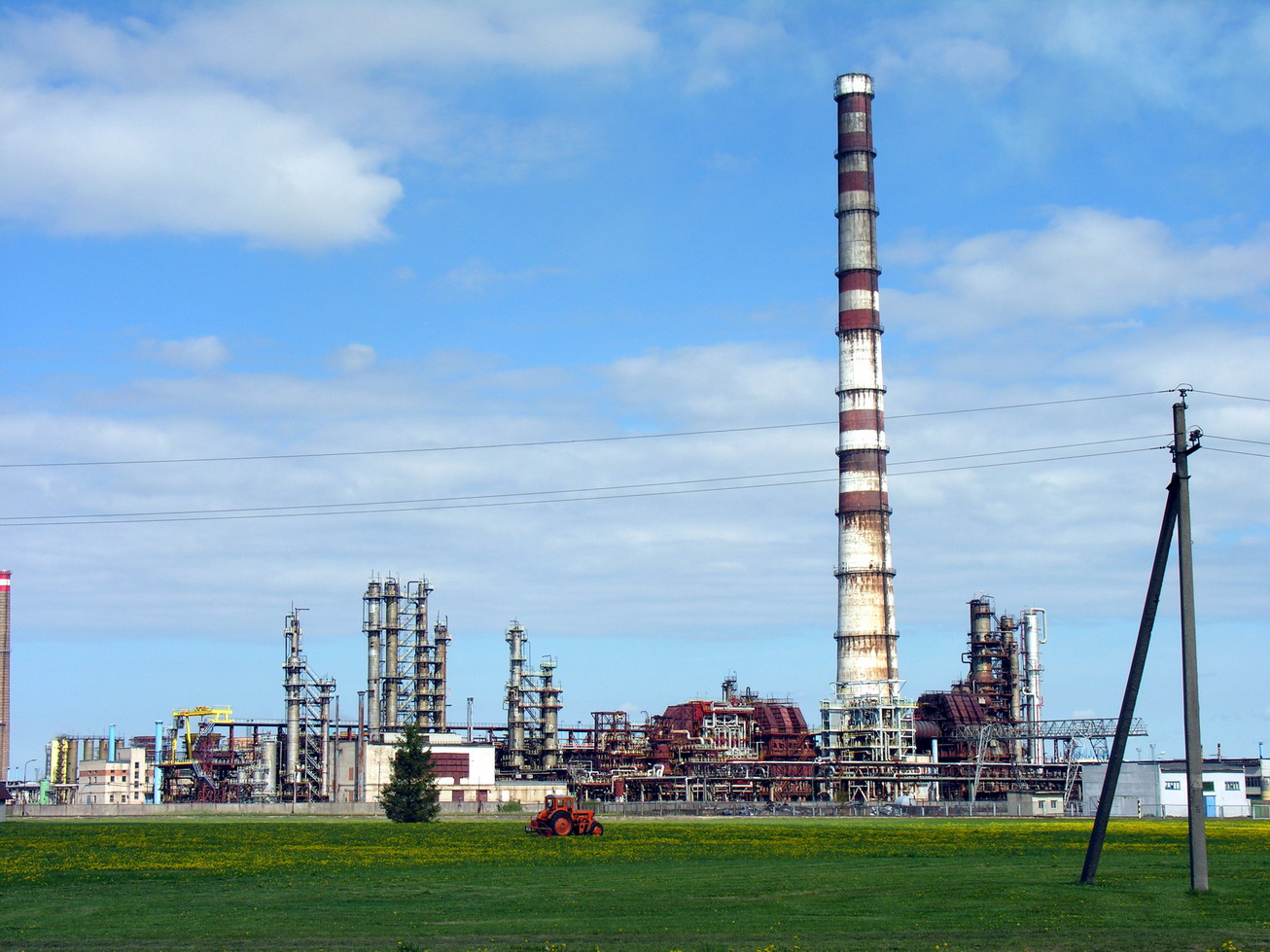
Die Raffinerie in Mažeikiai
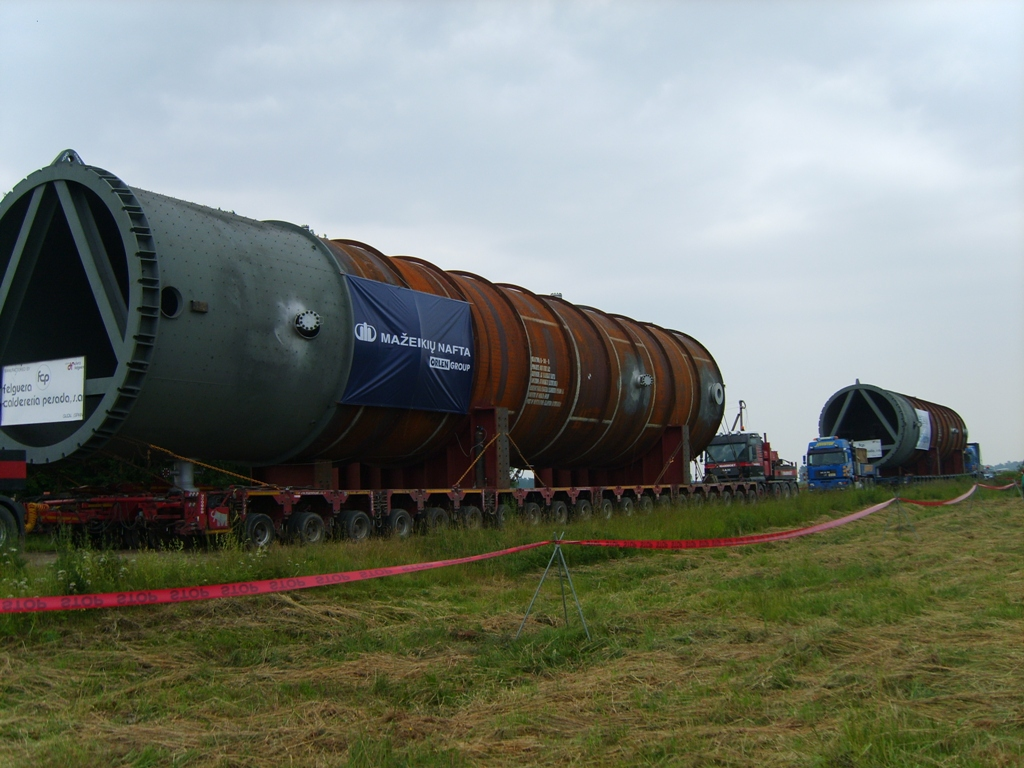
Anlieferung von zwei neuen Reaktoren (2008)